# Charles Claessens
Charles (Karel) Martin Claessens (Antwerpen, 1864 - Berchem, 1938) was een Vlaams kunstschilder die Antwerpse en Kempische landschappen schilderde.

## Leven
Hij verbleef in Achterbos (Mol) van 1884 tot 1918, en later in zijn Schildershuis in Galbergen.
Claessens was leerling en vriend van Jakob Smits. Hij was lid van de Molse School.
Er is werk van hem in de permanente collectie van het Jakob Smitsmuseum.

## Tentoonstelling
In 2018 werd er in het Jakob Smitsmuseum een tentoonstelling aan hem gewijd met de titel: Een schilder met poot:Charles Claessens. Deze titel is gebaseerd op een uitspraak van zijn vriend Smits: Je hebt poot maar je moet werken.